# أشكال فيدمان شتيتن

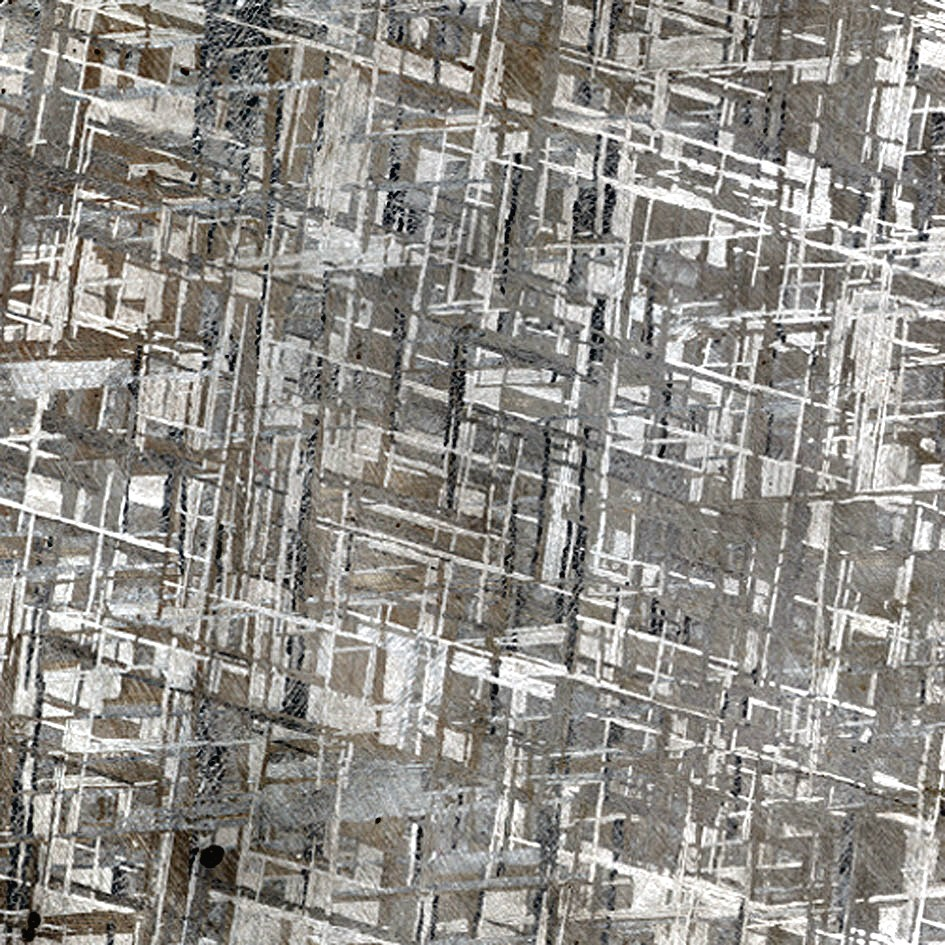
شكل فيدمان شتاتين بعد معالجة سطحها بمحلول آكل ، أجريت على سطح نيزك حديدي عثر عليه في ناميبيا.

أشكال فيدمان شتين (بالإنجليزية: Widmanstätten pattern)‏ تدعى أيضاً تركيب طومسون وهي عبارة عن أشكال فريدة من بلورات من الحديد والنيكل في بعض النيازك.
وقد تشكلت بهذا النمط بفعل عملية التبريد البطيئة للغاية (قد تصل إلى درجة مئوية واحدة كل ألف سنة) وطويل الزمن (ملايين السنين) وتراكب المعدنين على بعضهما البعض واندماجهما. وهذا الخليط من الحديد والنيكل ناتج من تداخل معدن الكاماسيت (90% حديد و 10% نيكل) ومعدن التاينيت (65% نيكل و35% حديد).
تحدث عملية التبلور بين درجتي حرارة 700 إلى 450 درجة مئوية حيث يترسب ويتراكب الكماسيت على سطح البنية البلورية للتاينيت خلال زمن طويل يقدر بآلاف السنين. بذلك تتكون رقائق من الكاماسيت على التاينيت متابعا لبتيته البلورورية، وتتخللها شعيرات ورقائق من التاينيت.
هذا الوقت الطويل الذي يستغرقة التبريد الطويل جدا الذي يعد بآلاف السنين هو السبب في عدم وجود تلك الأشكال البلورية المعدنية على الأرض، وهي تعد إحدى العلامات التي تميز نيازكا تحتوي على الحديد. إلا أن هذه الأشكال من الممكن أن تتكون في بنية الحديد الزهر في صورة بلورات صغيرة جدا ميكروسكوبية عند تسخينه بالقرب من درجة الانصهار، فتتكون أشكال فيدمان شتاتين.

## اكتشافه

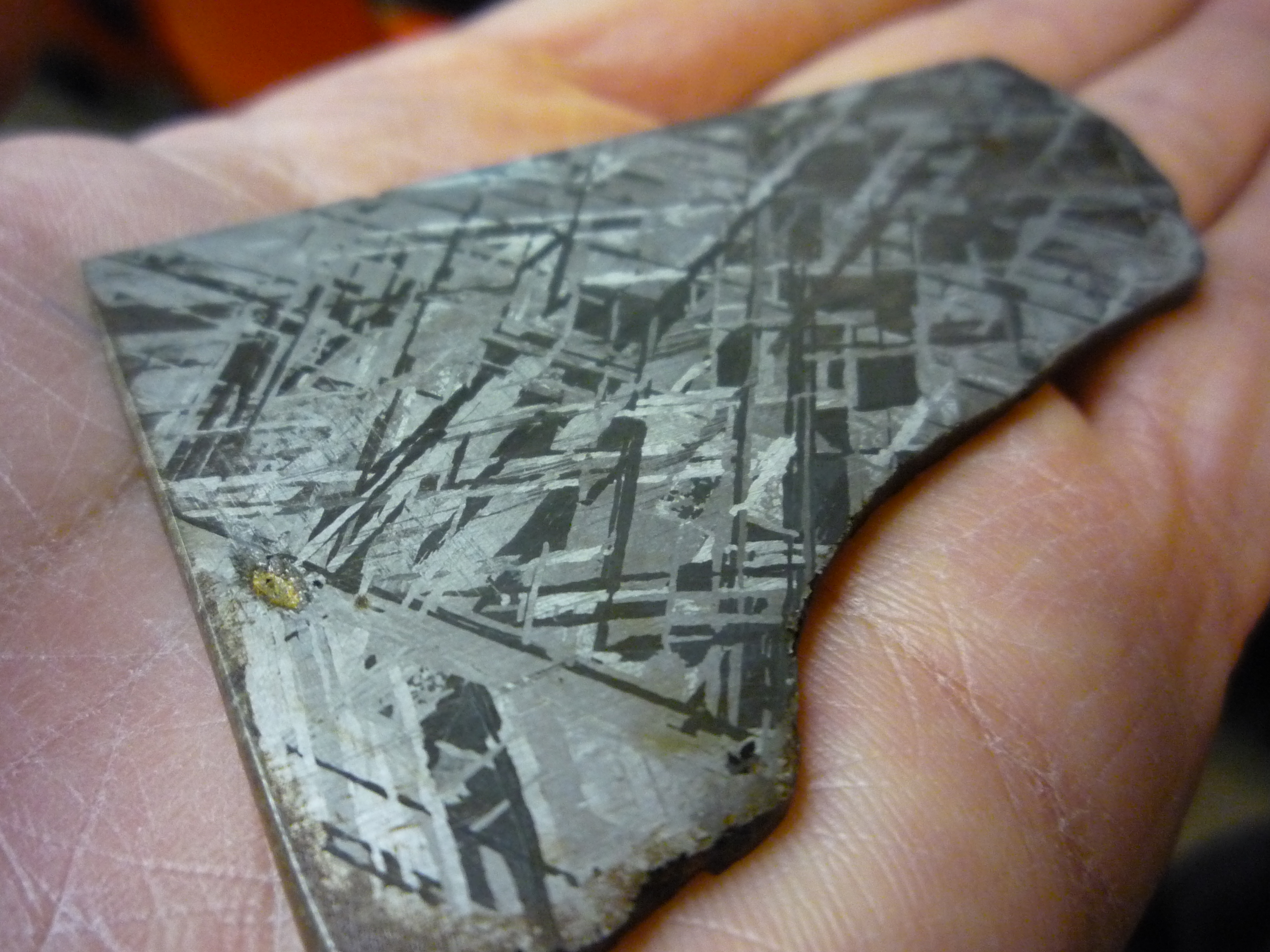
مقطع في نيزك يبين أشكال فيدمانشتاتن.

أطلق العالم الألماني «كارل فون شرايبرز» تلك التسمية نسبة إلى الفيزيائي النمساوي «ألواز فيدمانشتاتن» (1754–1849). فقد قام فيدمانشتاتن في عام 1808 بمعالجة سطح أحد النيازك الحديدية (يسمى نيزك هراشينا) سقط بالقرب من زغرب في عام 1751 
واكتشف تلك الاشكال، وقام «فون شرايبر» بنشرها في المجلات العلمية في عام 1820 واسماها باسم صاحبها.

## سبائك التيتان
تتشكل أشكال فيدمانشتاتن أيضا في التقنية الحديثة للمعادن في سبائك فولاذ تحتوي على كمية صغيرة من الكربون، وهي تحتوي على التيتان وسبائك الزركونيوم.

## المصدر
```
Widmanstätten pattern
```

1. ↑  Schreibers, Carl von (1820). Beyträge zur Geschichte und Kenntniß meteorischer Stein und Metalmassen, und Erscheinungen, welche deren Niederfall zu begleiten pflegen [Contributions to the history and knowledge of meteoric stones and metallic masses, and phenomena which usually accompany their fall] (بالألمانية). Vienna, Austria: J.G. Heubner. pp. 70–72. Archived from the original on 2019-12-15.
2. ↑  Harris، Paul؛ Hartman، Ron؛ Hartman، James (1 نوفمبر 2002). "Etching Iron Meteorites". Meteorite Times. مؤرشف من الأصل في 2018-10-07. اطلع عليه بتاريخ 2016-10-14.
3. ↑  135–154; 209–229. (in French) نسخة محفوظة 15 ديسمبر 2019 على موقع واي باك مشين.
4. ↑  F. Heide, F. Wlotzka, Meteorites, Messengers from Space. Springer-Verlag 1995
5. ↑  Fall am 26. Mai 1751 in Hrašćina bei زغرب; siehe Website des Naturhistorischen Museums Wien نسخة محفوظة 31 يوليو 2017 على موقع واي باك مشين.
6. ↑  Carl von Schreibers: Beiträge zur Geschichte und Kenntnis meteorischer Stein- und Metallmassen. J.G.Heubner, Wien 1820.
7. ↑  DOMINIC PHELAN and RIAN DIPPENAAR: Widmanstätten Ferrite Plate Formation in Low-Carbon Steels, METALLURGICAL AND MATERIALS TRANSACTIONS A, VOLUME 35A, DECEMBER 2004—3701

## اقرأ أيضاً
- تريزا (نيزك)